# Ctenophyllus rigidus
Ctenophyllus rigidus är en loppart som beskrevs av Darskaya 1949. Ctenophyllus rigidus ingår i släktet Ctenophyllus och familjen smågnagarloppor. Inga underarter finns listade i Catalogue of Life.